# Cratioma elongatum
Cratioma elongatum är en insektsart som först beskrevs av Brunner von Wattenwyl 1895.  Cratioma elongatum ingår i släktet Cratioma och familjen vårtbitare. Inga underarter finns listade i Catalogue of Life.